# 菅原神社 (小田原市)
菅原神社（すがわらじんじゃ）は、神奈川県小田原市国府津にある神社。「国府津の天神さん」として知られる古社である。

## 歴史
正暦5年（994年）6月晦日に、当地の海岸に村人が集まっているとき、一木船が漂着し、中には束帯を着た貴人がいた。村人はこの貴人に麦飯に麦粉をかけて饗応し、一室を設けて住まわせた。その後村人の夢にこの貴人が現れ、「京都の菅原様を崇敬すれば幸多し」と告げた。村人が部屋に行ってみると貴人の姿はなく、菅原道真の肖像が残っていた。村人はこれをご神体として祠を作って祀った。そのときに貴人が自ら植えた松と梅があったとも言われている。
もともとこの地には、諏訪の森と呼ばれている諏訪社があったが、前述の漂着した貴人を祭神とするようになり、それと合祀した。諏訪神社は漁村でよく祀られており、本社も元来は漁業の神としての性質を持っていたと思われる。 本社の参道は海に向かう方向に開かれており、また貴人が海から漂流したという故事は、京都との往来があったことを思わせ、古くから国府津は湊としての機能があったと考えられる。近世においては、当社は国府津村の鎮守であった。当社の別当院は、当社に隣接する元応2年（1320年）建立の安楽院である。

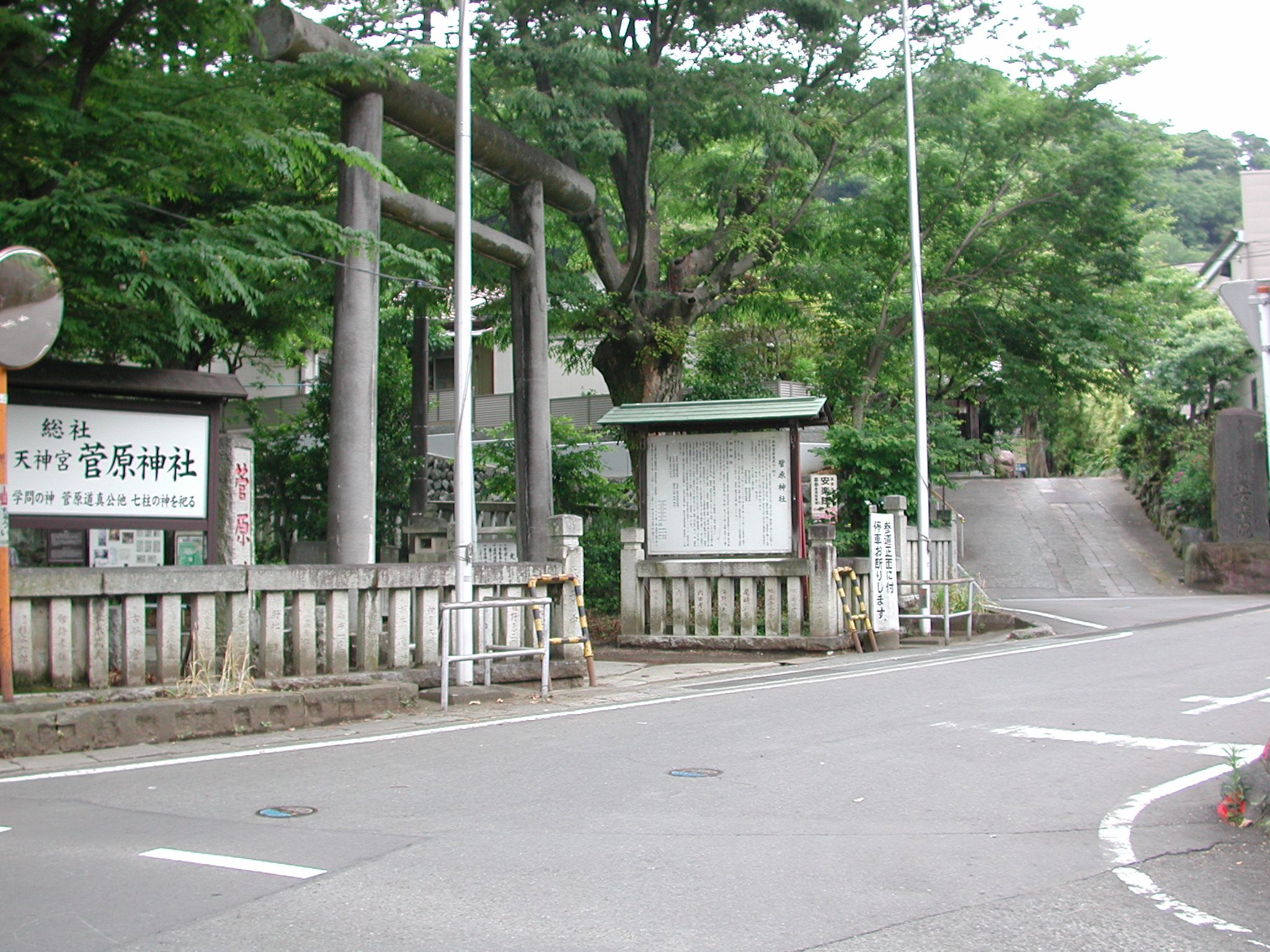
元別当寺の安楽院と菅原神社。右奥の坂道を登った所が安楽院の山門である。

明治22年（1889年）に発生した安楽院の火災により、当寺に所蔵されていた本社の縁起は焼失した。また、明治36年（1903年）1月26日には本社も火災に遭い、祠宇は焼失した。
もともとの祭神は菅原道真朝臣と諏訪社の建御名方神であるが、明治42年（1909年）には、神明社の天照大神、浅間社の木花咲耶姫命、稲荷社の倉稲魂命、日枝社の大山津兄命、八幡社の誉田別命を合祀した。

## 境内社

### 浅間神社
本社から離れた弁天山の頂上付近にあるが、社殿周辺の土地は菅原神社の所有であり、境内社として扱われている。参拝するのは大変だが相模湾を一望出来る見晴らしの良い場所である。浅間神社であるが、社殿は富士山の方向ではなく、南向きである。祭神は木花咲耶姫命。例祭は本社と同じ4月25日。菅原神社に案内板がある。

#### ギャラリー

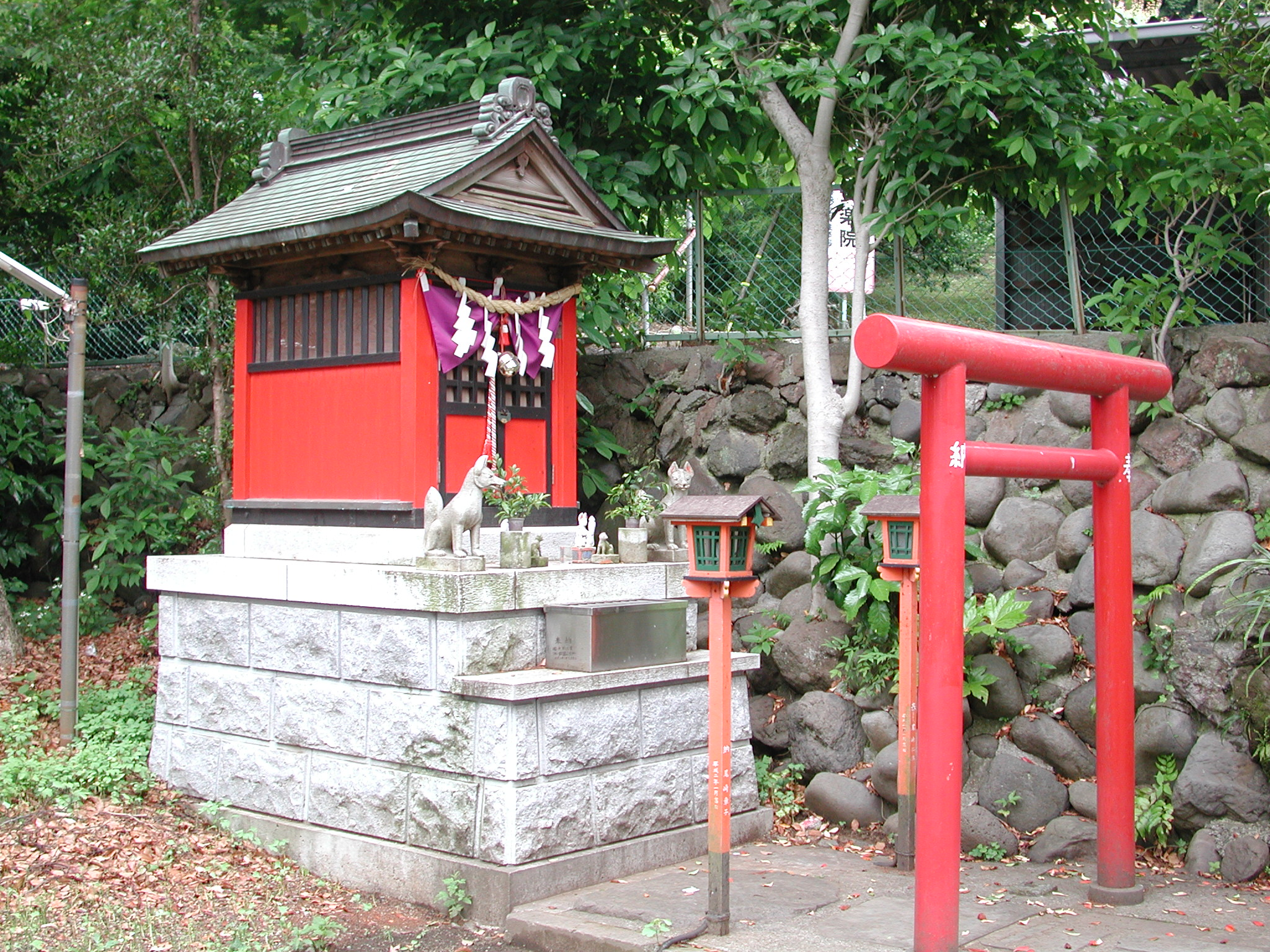
稲荷社
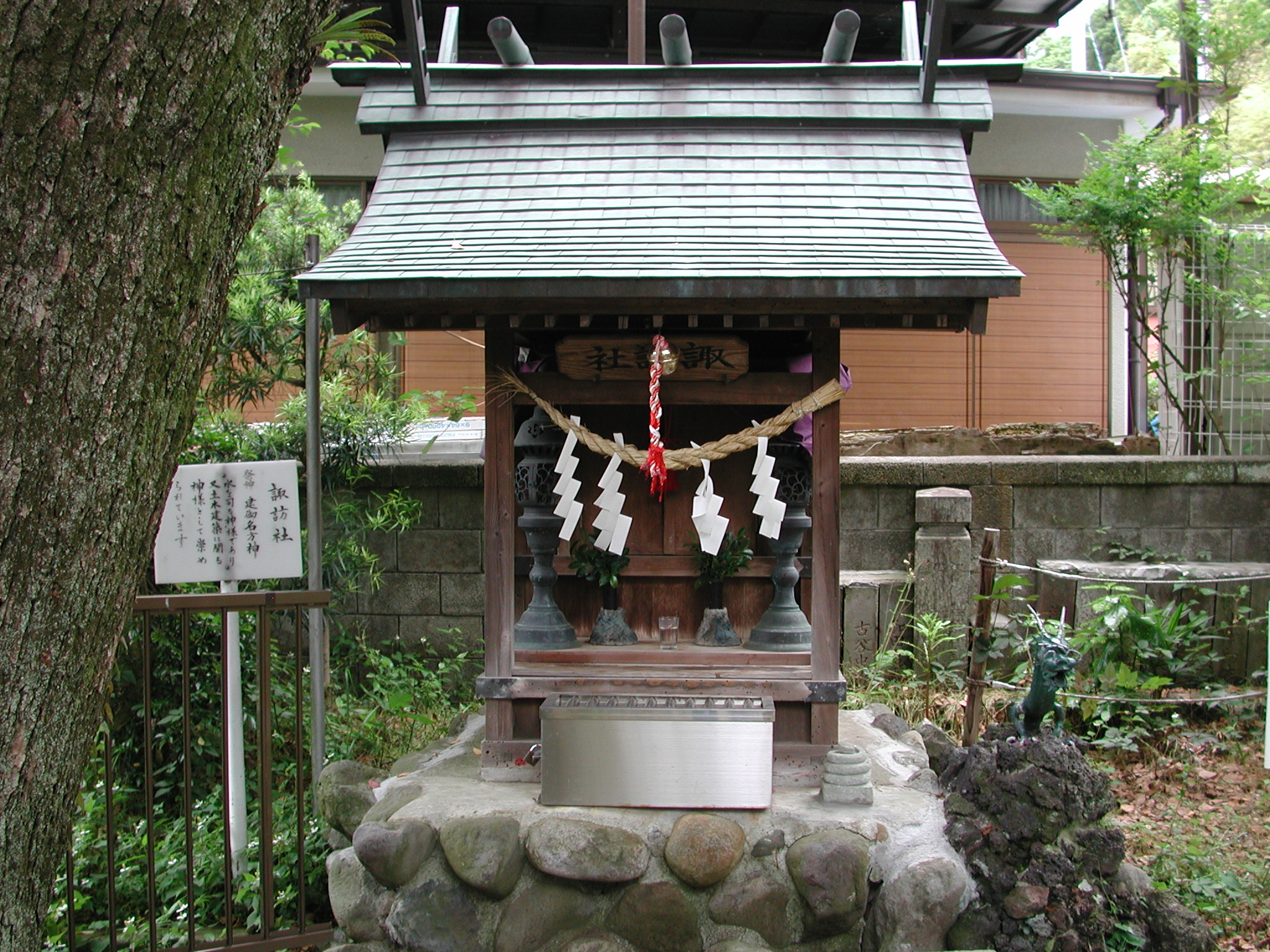
諏訪社

## 境内

### 曽我の隠れ石

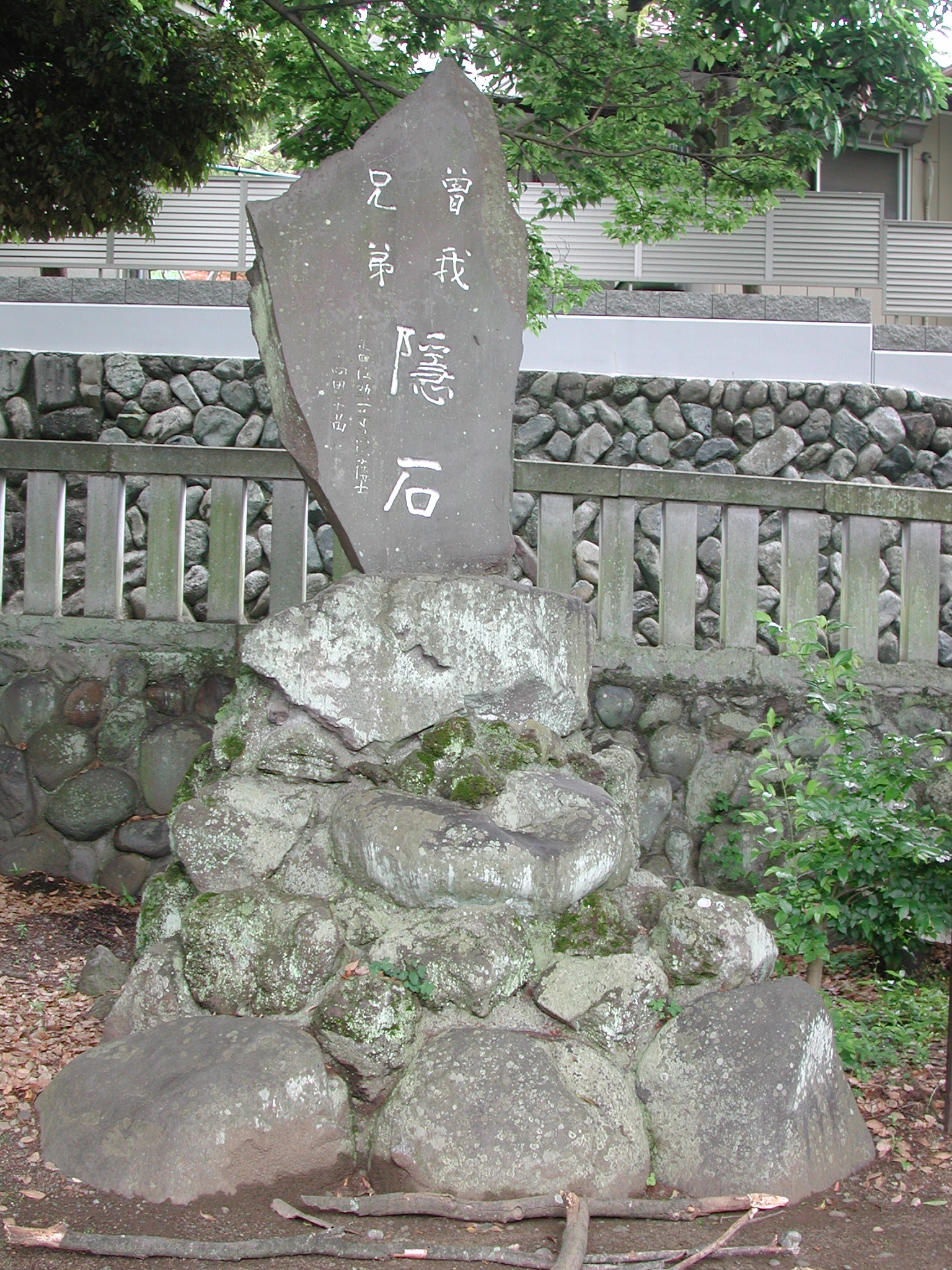
曽我の隠れ石

境内のイチョウの木の下にある。正確な縁起は不明だが曽我兄弟が姿を隠した石と言われる。題字は高田早苗の揮毫である。
曽我五郎・十郎兄弟は、工藤祐経を父の敵として付けねらっていた。あるときこの地で、伊豆・箱根に代参して鎌倉に戻ろうとしていた工藤の一行と出会い、本懐を遂げるつもりであったが、警固が厳しく近寄れないので近くの大石に姿を隠した。この兄弟が身を潜めた石と言う伝説がある。
この石はもともと本社南側の古道傍にあったが、大正6年（1917年）の国鉄熱海線の工事の際に埋没していたところを発見され、一部を本社の境内に運んだものである。大正12年（1923年）の関東大震災で倒壊したが、大正15年（1926年）に再建されている。

### ムクノキ

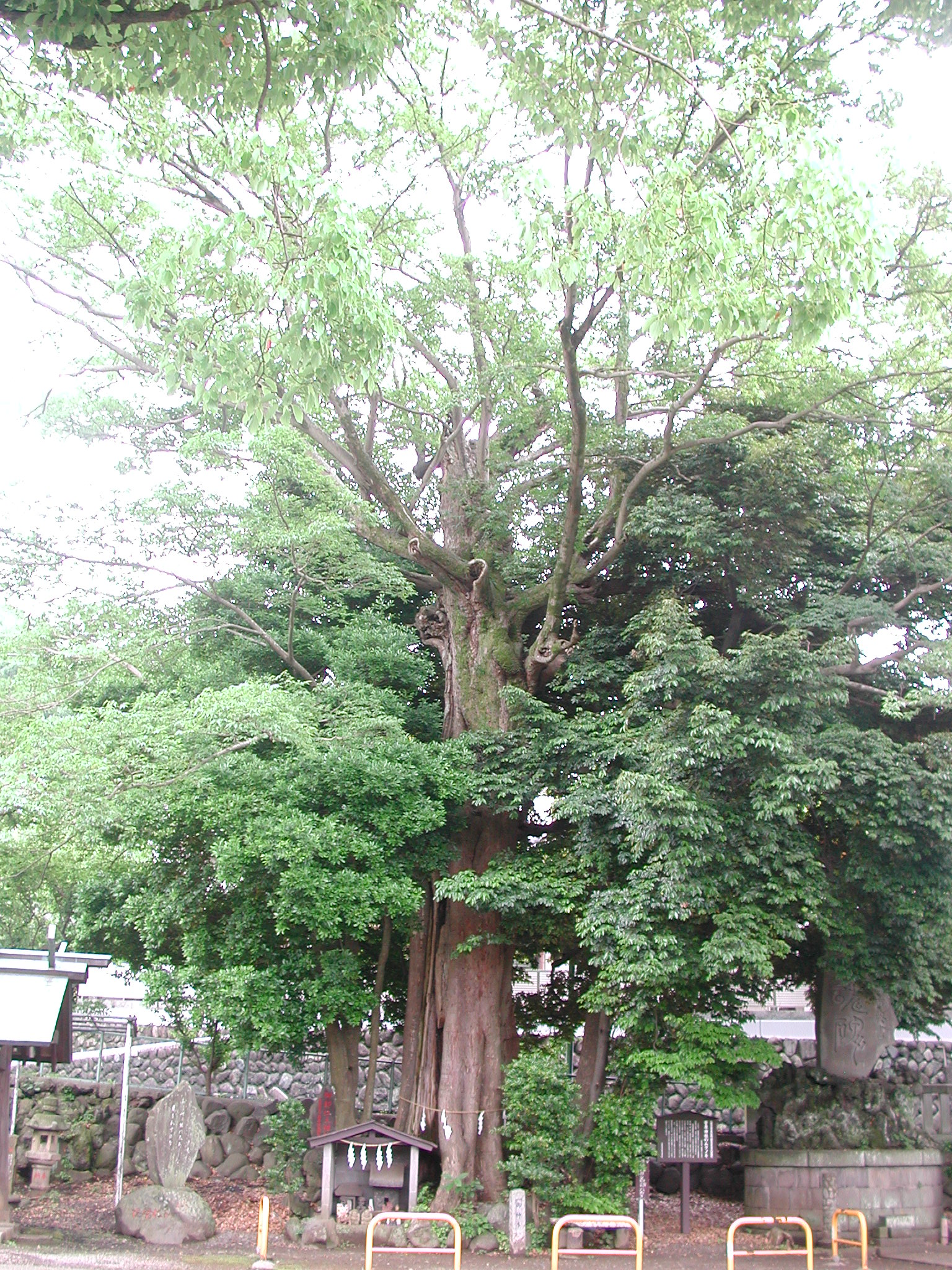
菅原神社のムクノキ

境内東側水神祠の横に立つムクノキの大木は、根本周長7メートル、樹高16メートルあり、昭和56年（1981年）3月20日に小田原市の天然記念物に指定されている。
『新編相模国風土記稿』（1836年）の「足柄下郡編国府津村」の項目に、「楠槻椋木礬等ノ老木アリ。各圍一丈餘」とあり、この中の「椋」がこの樹と考えられている。現在も境内にこれら四種の樹は存在するが、ムクノキ以外はそれほど大木でなく、樹齢から考えてもムクノキだけが同書に記された樹の生き残りと思われる。主幹の地上から数メートルまで空洞が目立つ。

### 忠魂碑

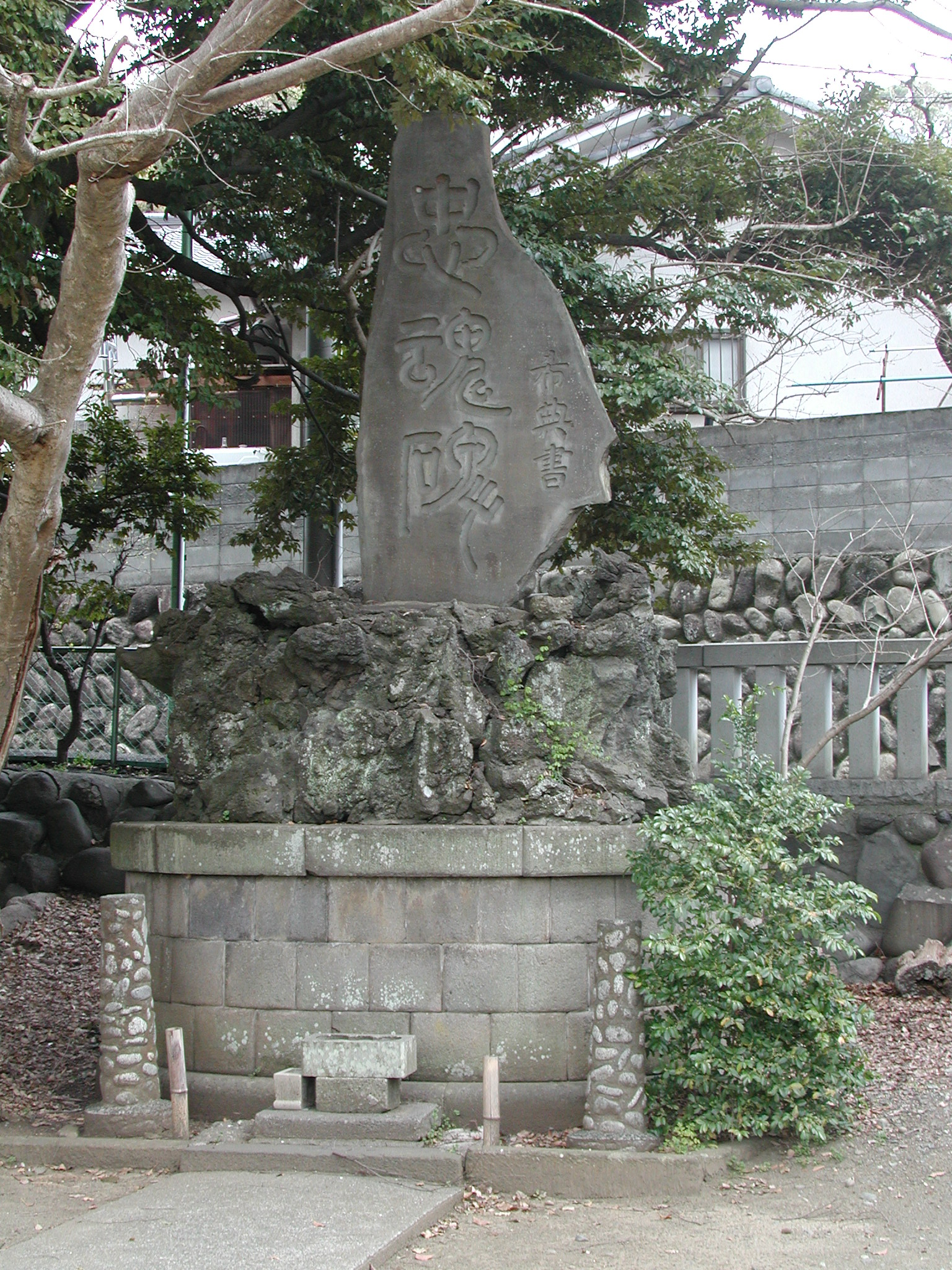
忠魂碑

明治40年（1907年）に在郷軍人分会員が発起したものである。碑文は乃木希典の揮毫。碑陰文は当時の小学校校長によるものである。

### 茅の輪

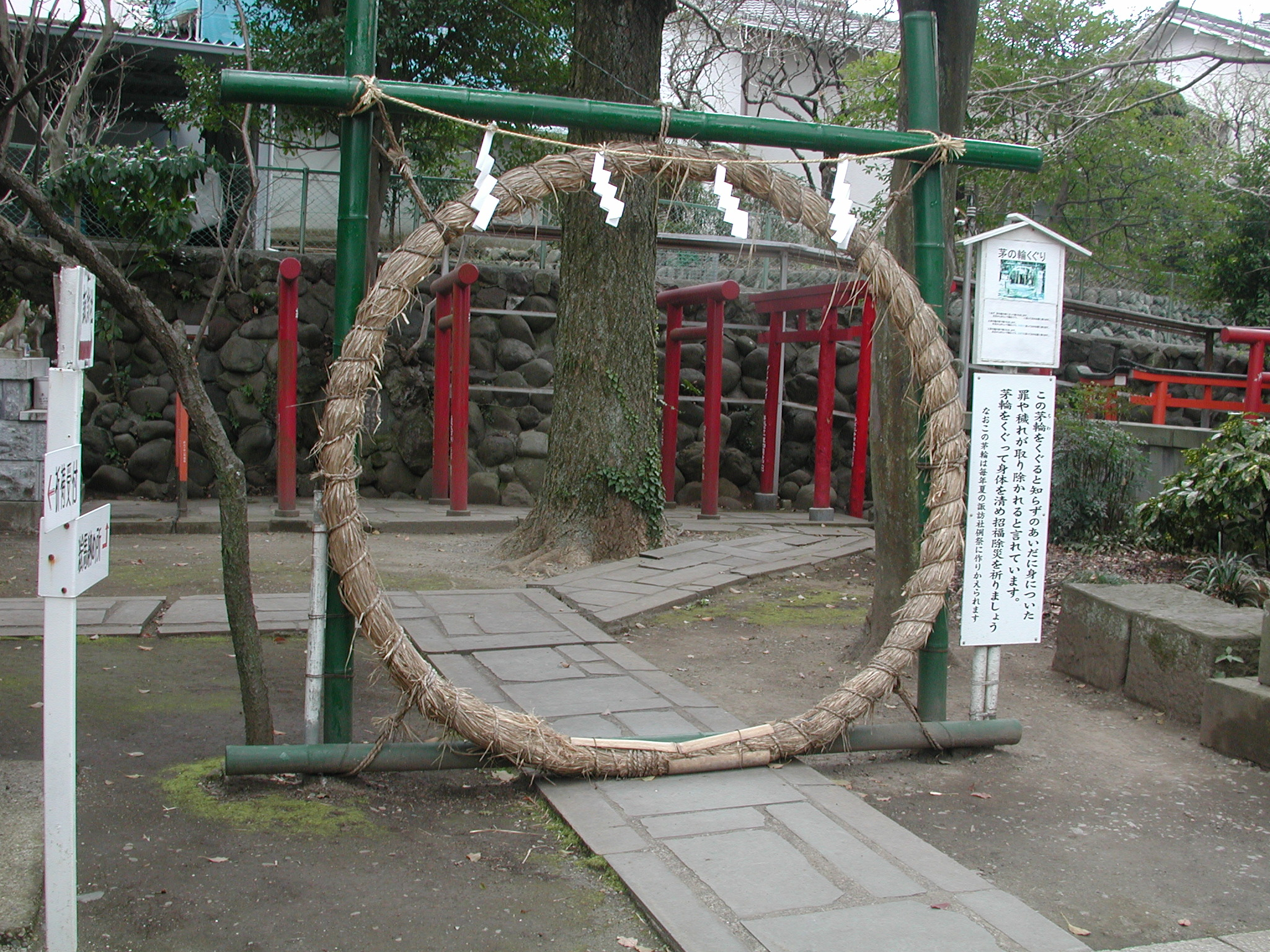
茅の輪

諏訪社との間にある。束ねたチガヤを輪にしたもので、これをくぐることで病気や厄除けのご利益があるとされる。

### 撫で牛

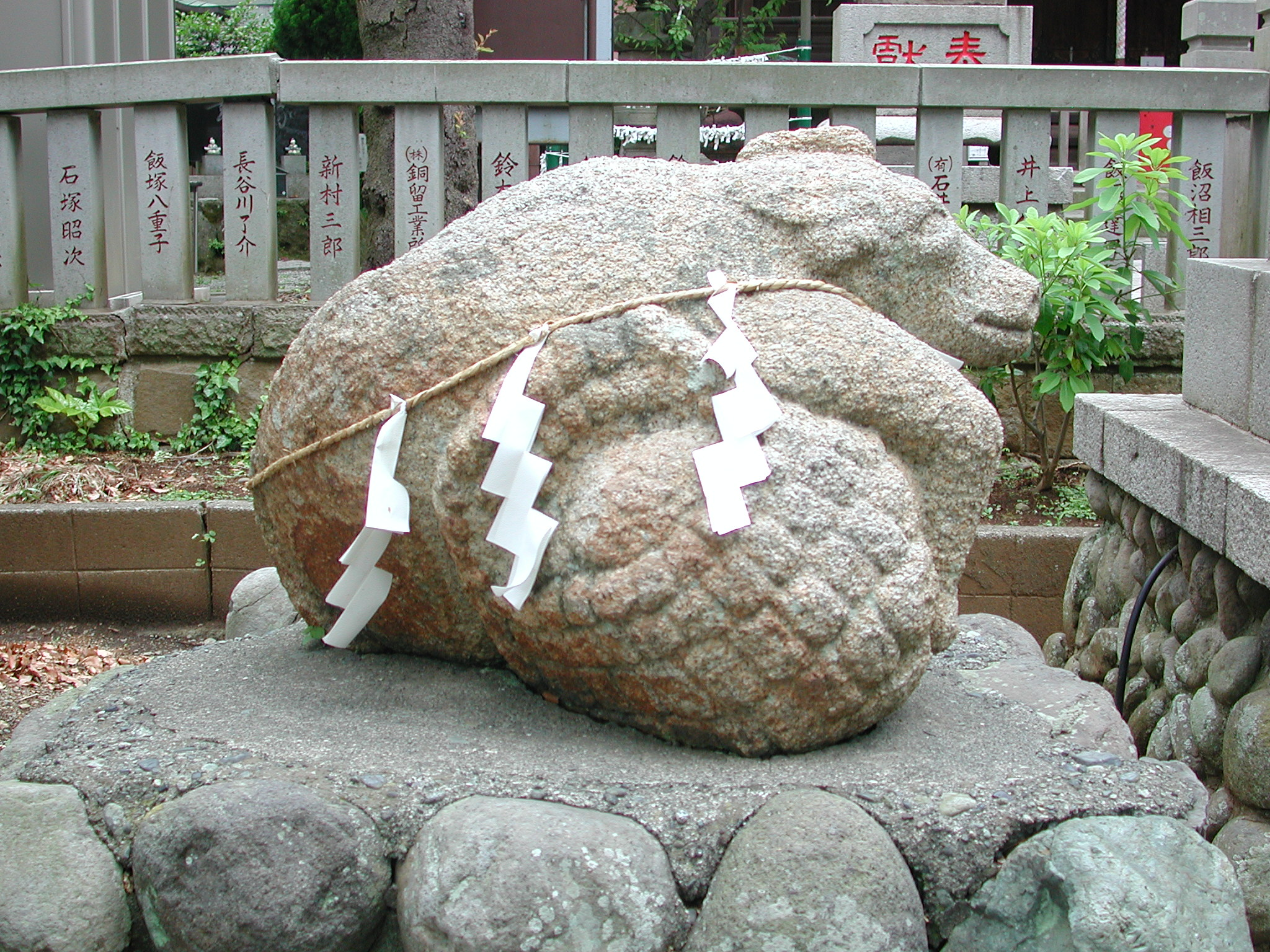
撫で牛

自分の体の悪いところを撫でた手で牛を撫でると悪いところが治る、と言われている。

## 祭礼
例大祭は古来6月晦日であったが、明治の改暦と共に7月晦日に改め、明治31年（1898年）より4月25日になった。
初天神は1月25日で、同市内の山角天神と共に近郷に知られ、当日は露天や植木市でにぎわう。

### 大神輿
先代の神輿が海に流されてしまった後、昭和6年（1931年）に作られた大神輿は、重量六百貫（約2300キログラム）、鳳凰の飾りだけでも十六貫（約60キログラム）もあり、その大きさ、優美さでは関東有数と言われる。この大神輿以前は大変荒っぽく担がれていたので、少しでもおとなしくかついでもらおうと、あえて大きな重い神輿を作ったという。昭和27-28年（1952-53年）頃までは担がれていたが、担ぎ手不足や諸問題があり、担がれなくなった。昭和32年（1957年）には四輪の御所車を作って神輿を載せ、牛に曳かせて町内を回っていたが、それも5-6年で中止になり、以来現在に至るまで担がれることはない。平成22年（2010年）4月29日には、市内のみこし保存会の要望により、半世紀ぶりに大神輿による神輿渡御が行われ、220人の担ぎ手が大神輿を担いで神社横の市道を150メートル往復した。

## アクセス
国道1号の岡入口信号で山側に入り、東海道本線と御殿場線のガードをくぐる。

## 兼務神社
国府津の八幡神社、高田の若宮八幡宮、千代の三島神社、東大友の八幡神社が当社の兼務神社である。国府津の八幡神社は、創建年不明、別当院は当社と同じ安楽院である。明治42年（1909年）に菅原神社に合祀されたが、昭和35年（1960年）に氏子の希望により分祀された。2011年現在も管理は菅原神社の宮司が兼任している。